# Josef Helfert
Josef Helfert (28. října 1791 Planá – 9. září 1845 Mladá Boleslav) byl česko-rakouský právník, profesor pražské univerzity a průkopník památkové péče v Rakousku.

## Život a působení
Narodil se v početné rodině koželuha, ale na doporučení učitelů studoval gymnázium v Chebu a od roku 1807 filosofii a práva v Praze. I když se musel živit kondicemi, už jako student rád cestoval a zajímal se o historické stavby. Po skončení studií roku 1814 krátce působil jako soudní praktikant ve Žluticích a v Praze, rozhodl se ale udělat doktorát, který po studiu v Praze získal roku 1817 ve Vídni, kde se stal asistentem římského a církevního práva. Roku 1818 byl jmenován profesorem rakouského soukromého práva v Olomouci a od května 1820 až do své smrti byl profesorem římského a církevního práva na pražské univerzitě. Roku 1819 se oženil a s Annou Schreinerovou měl pět dětí, z nichž však tři brzy zemřely. Jeho syn Josef Alexander Helfert byl významný historik a politik.
Kromě své profesorské práce vedl s velkým úspěchem Ústav pro učitelské vdovy a sirotky pražské arcidiecéze a roku 1828 se s Karlem Vinařickým a dalšími podílel na založení prvního českého odborného časopisu, Časopisu pro katolické duchovenstvo, kam také sám přispíval. Jeho články ovšem museli přátelé překládat do češtiny. Roku 1837 po smrti své ženy podnikl se syny velkou cestu po západní Evropě a snažil se prosadit ochranu historických památek i v Rakousku.

## Dílo
Napsal přes 250 prací, zejména z oboru církevního práva, jemuž věnoval i své hlavní dílo, dvousvazkovou monografii, která se dočkala čtyř vydání. Už roku 1823 vydal ve Vídni knihu o „Stavbě, údržbě a opravách církevních budov“, kde se věnuje i otázkám památkové ochrany.